# Anthony Doerr
Œuvres principales
- Toute la lumière que nous ne pouvons voir

Pour les articles homonymes, voir Dörr.
Anthony Doerr, né le 27 octobre 1973 à Cleveland dans l'Ohio, est un écrivain étasunien.
Son roman Toute la lumière que nous ne pouvons voir, figurant sur la New York Times Best Seller list, lui vaut le prix Pulitzer en 2015.

## Biographie
Anthony Doerr a étudié à la « University School ». En 1995, il a été promu à Bowdoin College à Brunswick, Maine. Il vit maintenant avec sa femme et deux fils à Boise, Idaho.

## Œuvre

### Romans
- À propos de Grace, Albin Michel, coll. « Terres d'Amérique », 2006 ((en) About Grace, 2004), trad. Judith Roze, 469 p.  (ISBN 2-226-17223-8)
- Toute la lumière que nous ne pouvons voir, Albin Michel, coll. « Terres d'Amérique », 2015 ((en) All the Light We Cannot See, 2014), trad. Valérie Malfoy, 620 p.  (ISBN 978-2-226-31718-6)
- La Cité des nuages et des oiseaux, Albin Michel, coll. « Terres d'Amérique », 2022 ((en) Cloud Cuckoo Land, 2021), trad. Marina Boraso, 704 p.  (ISBN 978-2-226-46153-7)

### Recueils de nouvelles
- Le Nom des coquillages, Albin Michel, coll. « Terres d'Amérique », 2002 ((en) The Shell Collector[2], 2002), trad. Valérie Malfoy, 247 p.  (ISBN 2-226-13611-8)
- Le Mur de mémoire, Albin Michel, coll. « Terres d'Amérique », 2013 ((en) Memory Wall[3],[4], 2010), trad. Valérie Malfoy, 260 p.  (ISBN 978-2-226-24681-3)

## Distinctions
- Barnes & Noble Discover Prize pour Le Nom des coquillages
- Prix de Rome de l'Académie américaine des arts et des lettres et l'American Academy in Rome
- Ohioana Book Award
- 2003 : New York Public Library's Young Lions Fiction Award pour Le Nom des coquillages
- 2010 : Bourse Guggenheim
- 2011 : The Story Prize pour Le Mur de mémoire
- 2011 : Sunday Times EFG Private Bank Short Story Award pour The Deep[5],[6]
- 2014 : finaliste du National Book Award for Fiction pour Toute la lumière que nous ne pouvons voir
- 2015 : Prix Pulitzer de la fiction pour Toute la lumière que nous ne pouvons voir